# Ludwig Oskar Bröcker
Ludwig Oskar Bröcker (* 23. September 1814 in Greifswald; † 24. Dezember 1895 in Hamburg) war ein deutscher Historiker, Journalist, Hochschullehrer und Gymnasiallehrer.

## Leben
Nach dem Studium der Rechtswissenschaften an der Universität Leipzig und der Universität Jena (Dr. iur.) und der Geschichte an der Universität Heidelberg (1838 Dr. phil.) lehrte er seit 1839 an der Universität Kiel und später an der Universität Tübingen als Privatdozent. Ab 1848 arbeitete er an der Augsburger Allgemeinen Zeitung mit und wurde 1850 Redakteur der Hamburger Nachrichten. Von 1856 bis 1884 lehrte er in Hamburg französische Sprache, Geschichte und Geographie an der Gelehrtenschule des Johanneums.

## Schriften (Auswahl)
- Die Parteiungen des carthagischen Staats von 240 a. C. bis - 201 a. C. Eine Abhandlung, geschrieben zur Erlangung des philosophischen Doctorhuts. Heidelberg 1838.
- Abhandlungen zur römischen Geschichte. Tübingen 1841.
- Untersuchungen über die Glaubwürdigkeit der altrömischen Geschichte. Basel 1855.
- Untersuchungen über die Evangelien und das Leben Jesu. Hamburg 1874.